# Arendal
Arendal – norweskie miasto i gmina leżąca w okręgu Agder. Przed reformą administracyjną, miejscowość znajdowała się w okręgu Aust-Agder.
Arendal jest 289. norweską gminą pod względem powierzchni.

## Demografia
Według danych z roku 2005 gminę zamieszkuje 39 676 osób. Gęstość zaludnienia wynosi 145,66 os./km². Pod względem zaludnienia Arendal zajmuje 19. miejsce wśród norweskich gmin.
| ludność stan na 1 stycznia 2005 |         |           |        |
|                                 | kobiety | mężczyźni | razem  |
| osób                            | 19 616  | 20 060    | 39 676 |
| %                               | 49,44%  | 50,56%    | 100%   |

| wykształcenie stan na 1 października 2004 |            |         |        |          |
|                                           | podstawowe | średnie | wyższe | nieznane |
| osób                                      | 5334       | 18 754  | 6983   | 632      |
| %                                         | 16,82%     | 59,16%  | 22,03% | 1,99%    |

## Edukacja
Według danych z 1 października 2004:
- liczba szkół podstawowych (norw. grunnskolar): 18
- liczba uczniów szkół podst.: 5262

## Władze gminy
Według danych na rok 2023 administratorem gminy (norw. kommunedirektør, d. rådmann) jest Børge Toft, natomiast burmistrzem (norw. ordfører, d. borgermester) jest Robert Cornels Nordli (Ap).